# دول (برند)
دول (انگلیسی: Dual) شرکت الکترونیک آمریکایی آلمانی است، که در سال ۱۹۰۷ تأسیس شد.